# 26. fusilirski polk (Wehrmacht)
26. fusilirski polk (izvirno nemško Füsilier-Regiment 26) je bil fusilirski polk v sestavi redne nemške kopenske vojske med drugo svetovno vojno.

## Zgodovina
Polk je bil ustanovljen 10. decembra 1942 z reorganizacijo 26. pehotnega polka, nosilca tradicije Fusilirskega polka »Königin« št. 86 iz Flensburga; polk je bil dodeljen 30. pehotni diviziji.
Boril se je na vzhodni fronti. V zimi 1942/1943 je bil izgubljen celoten 3. bataljon, celoten polk pa je bil uničen oktobra 1944. Ostanki 1. bataljona so bili dodeljeni 6. grenadirskemu polku.